# 柏林艺术大学
柏林艺术大学（德語：Universität der Künste Berlin，簡寫為UdK）是一所位于德国柏林的艺术学校，也是欧洲最大的艺术学校。它是公立学校，也是柏林市内最大的四所学校之一。
这个学校因为其师资、学校传统而闻名于欧洲。它下面有四个学院，分别是艺术、建筑、媒体与设计、音乐和表演，有3,600名学生。它也是德国的三所艺术学校之一。该学校能够提供博士和博士后的教学资格，是德國境內教學能量最高的藝術學府之一，足以穩定地向社會提供相關領域的高級人才。
幾乎所有在柏林藝術大學開設的課程都已有百年歷史，底蘊使學生能夠在不同的藝術形式之間探索與實驗，或是挑戰思想及方法的極限。該校的視覺藝術領域尤其以嚴格的選拔而聞名，同流行設計、工業設計和實驗設計等學門擔負起柏林「現代文化重鎮」的責任。

## 历史
柏林藝術大學的歷史可溯自布蘭登堡腓特烈三世時期的普魯士藝術學院，甚至是更早的「繪畫、畫意與建築藝術學院」（Academie der Mal-, Bild- und Baukunst）。19世紀時，演變成為二所機構，音樂領域為1869年由约瑟夫·约阿希姆領銜成立的「皇家音樂表演藝術學院」（Königliche Akademische Hochschule für ausübende Tonkunst），美術領域則是1875年的「國立柏林美術學校」（Königliche Kunstschule zu Berlin）。1975年，整併後的學校命名為柏林藝術學院（Hochschule der Künste Berlin，簡寫為HdK），2001年11月1日轉型為大學並使用現名迄今。

## 著名人物

### 音樂領域校友
- 克劳迪奥·阿劳，鋼琴
- 安东尼娅·布里科，鋼琴與指揮
- 利奥波德·戈多夫斯基，鋼琴
- 奥托·克伦佩勒，指揮
- 莫里茨·莫什科夫斯基，作曲
- 布鲁诺·瓦尔特，指揮
- 寇特·威爾，作曲
- 尹伊桑，作曲

### 教師
- 艾未未（2012年迄今）
- 格奥尔格·巴泽利茨（？－2005年）
- 奥拉维尔·埃利亚松（2009年－2014年）
- 艾曼紐·費爾曼（1929年－1933年）
- 保羅·欣德米特
- 约瑟夫·约阿希姆（1869年－1907年）
- 阿诺德·勋伯格（1922年－1933年）
- 克拉拉·舒曼[2]
- 薇薇安·魏斯伍德（1993年－2005年）

## 多媒體

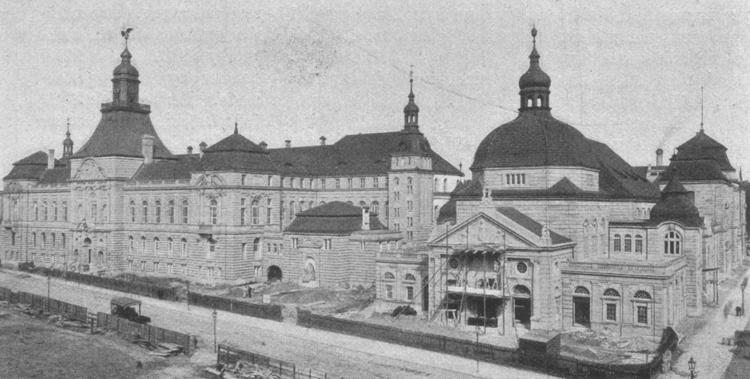
主校舍外觀，攝於1902年
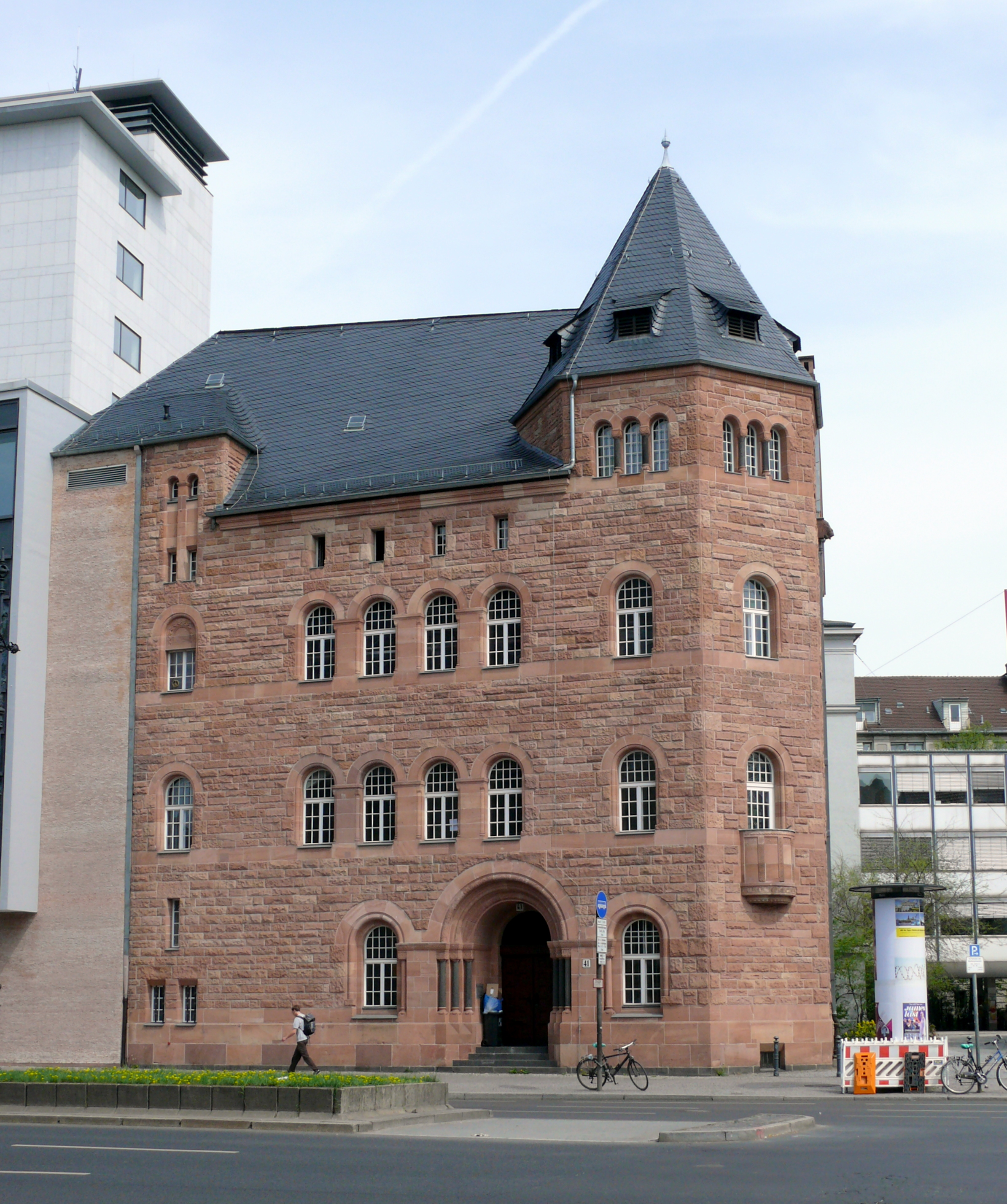
聖樂學院
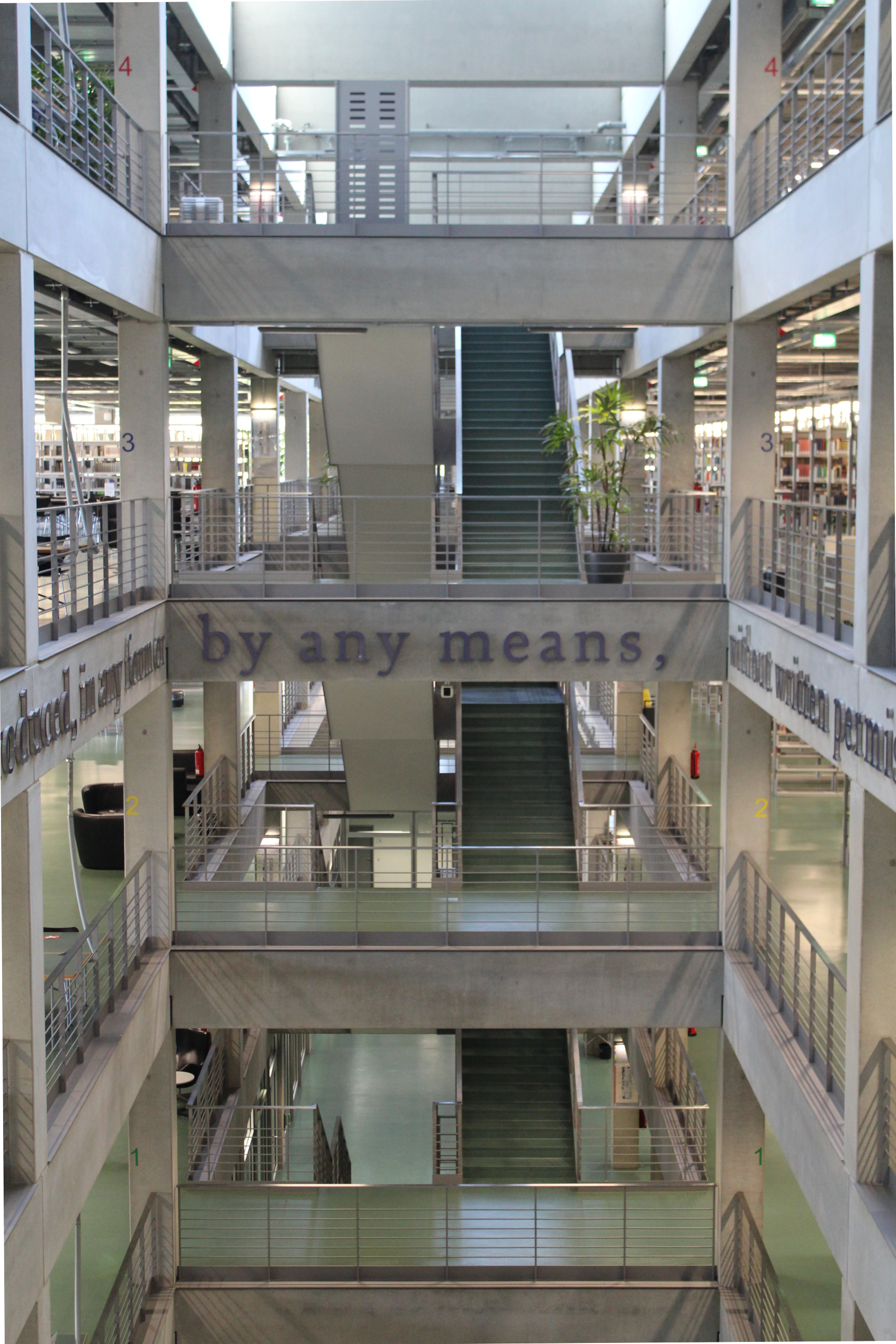
主圖書館內部
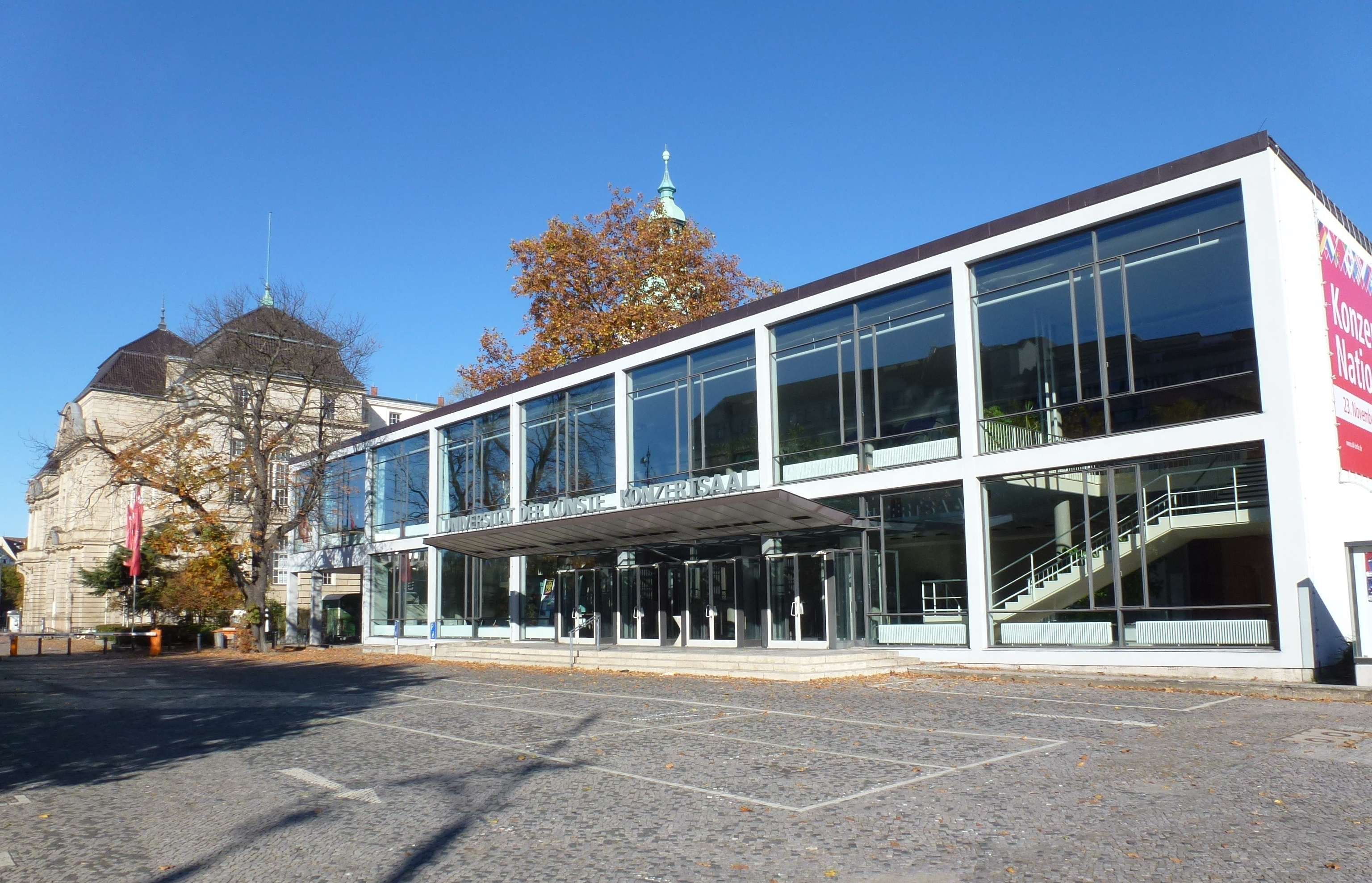
音樂廳